# ピリドキサール
ピリドキサール (pyridoxal) は、ビタミンB群の中のビタミンB6に分類される化合物の1つである。生体内ではピリドキサールキナーゼにより、補酵素形のピリドキサール-5'-リン酸に変換される。ピリドキサール-5'-リン酸が不要になると、脱リン酸化されてピリドキサールに戻され、さらにピリドキサールデヒドロゲナーゼによって酸化されて4-ピリドキシン酸に変換され、主に腎臓から尿中へと排泄される。

## ビタミンB6
ビタミンB6に分類される化合物としては、他にピリドキシンとピリドキサミンが挙げられる。ビタミンB6に分類される全ての化合物は、複素環式の有機化合物であり、自然界では緑色植物に含まれている。欠乏症は、てんかん発作などである。いずれも水に易溶、エタノールに可溶、アセトンに難溶である。水溶液は紫外線や、熱に対して不安定で、特に液性が塩基性だと不安定になる。